# Criza dezinfectanților diluați (România, 2016)
Criza dezinfectanților diluați din România din anul 2016 caracterizează un moment critic din evoluția sistemului sanitar național, apărut ca urmare a documentării unor neconformități în raport cu normele legale, a parametrilor unor produse dezinfectante achiziționate și folosite în instituțiile medicale din România. 
În primăvara lui 2016, presa românească a dezvăluit că în sistemul sanitar erau folosiți pe scară largă dezinfectanți diluați achiziționați de la firma Hexi Pharma, care fusese implicată într-un scandal similar încă din 2006.

## Context și preliminarii
După ce unele din victimele incendiului din clubul Colectiv au murit în urma infecțiilor nosocomiale, subiectul a intrat în atenția presei.
Deși incidența lor era raportată ca fiind mică și în scădere, era deja știut că acele raportări erau false, iar rezultatele reale erau oricum artificial mărite prin internări nenecesare ale unor persoane care nu sufereau de afecțiuni ce necesită internarea. Una din principalele cauze acuzate era abuzul de antibiotice.
Cu toate acestea, existau, de ani de zile, și indicii că dezinfectanții folosiți în unele spitale nu se conformează standardelor cerute. Astfel, raportul de activitate al Direcție de Sănătate Publică București consemnează primirea unei adrese din partea Direcției de Sănătate Publică Arad, care arată că s-au găsit neconformități la produsul Polyiodine Scrub produs de firma Hexi Pharma. Thor, un alt produs Hexi Pharma, fusese testat în Franța în laboratoarele firmei concurente Anios, care a constatat o rețetă diferită de cea afișată și o diluare semnificativă, dar informația nu s-a aflat la acel moment. Același dezinfectant, Thor, fusese identificat încă din 2006 ca fiind responsabil pentru infectarea unor nou-născuți într-o maternitate din județul Argeș. Rezultatul a fost o serie de plângeri penale pe numele producătorului Universitar Farma, care de atunci și-a schimbat numele în Hexi Pharma.

## Ancheta jurnalistică
Pe fondul investigațiilor despre infecțiile nosocomiale în cazul răniților de la clubul Colectiv, în decembrie 2015, ziaristul Cătălin Tolontan a fost contactat de un fost angajat al firmei Hexi Pharma, care a decis să devină whistleblower și i-a pus la dispoziție documente pe care le sustrăsese din firmă la plecarea de acolo. După ce a coroborat informațiile cu altă sursă din interiorul Hexi Pharma și cu un fost director medical dintr-un spital, și după ce i-a confruntat pe patronul Dan Condrea și pe directoarea Flori Dinu, ziaristul Cătălin Tolontan a publicat rezultatul investigației, împreună cu documentele de fabricație ale producătorului. Ancheta jurnalistică a relevat și că singura verificare ce se făcea asupra dezinfectanților comercializați era făcută de Unilab, o firmă aflată sub același management ca și Hexi Pharma.
Jurnaliștii de investigație au comandat și un test de laborator al unui dezinfectant produs de Hexi Pharma. Testul, efectuat în laboratorul ICECHIM din cadrul Ministerului Educației, a relevat o concentrație cu un ordin de mărime mai mică decât cea specificată.
Urmând traseul banilor, jurnaliștii au remarcat că Hexi Pharma achiziționa substanța activă de la o altă firmă din Cipru având același patron, Dan Condrea, la un preț de șapte ori mai ridicat decât oferta primită din partea unei alte firme. Analizând aceste probe, ei au început să suspecteze o acțiune de spălare de bani, prin intermediul unor persoane care efectuaseră asemenea operațiuni și în trecut, la Petrom Service. Conform jurnaliștilor, banii ajunși astfel în conturile din Cipru erau folosiți pentru mituirea factorilor de decizie din Ministerul Sănătății, Hexi Pharma primind contracte preferențial, participând la licitații cu caiete de sarcini întocmite cu dedicație. O investigație paralelă a EurActiv a relevat că Dan Condrea mai deținea și o firmă de curățenie care cu o lună în urmă obținuse un contract de curățenie la Institutul Oncologic București, cu un caiet de sarcini ce ridică suspiciuni de a fi fost realizat cu dedicație. Ancheta jurnalistică a fost preluată apoi de Rise Project, care a anunțat că 75% din veniturile Hexi Pharma provin de la bugetul de stat al României.

## Reacții
La 6 mai 2016 în jur de 500 de oameni au protestat în București, pe fondul unei subfinanțări cronice a sistemului medical dintr-o țară în care mii de specialiști români emigrează anual, iar mita și plățile informale sunt practici endemice în mediul spitalicesc național. 
La 8 mai 2016, pe fondul acestui scandal, Ministrul Sănătății, Patriciu Achimaș-Cadariu, a demisionat. Premierul Dacian Cioloș a asigurat interimatul funcției până la numirea succesorului acestuia, Vlad Voiculescu, pe 20 mai 2016.

## Ancheta
La câteva zile după publicarea articolelor lui Cătălin Tolontan, primul ministru a declanșat o anchetă a Corpului său de Control în spitale, iar Parchetul General a declanșat și el o anchetă penală. Posibilele fapte de corupție din sistemul medical au atras și atenția Direcției Naționale Anticorupție (DNA), care a făcut schimb de informații cu Parchetul General și despre care există așteptări că va instrumenta un dosar penal amplu.
În seara zilei de 22 mai, patronul firmei Hexi Pharma, Dan Condrea, a murit într-un eveniment rutier, vehiculul pe care el îl conducea intrând într-un copac cu o viteză de circa 160 km/h. Poliția rutieră investighează posibilitățile unui accident, a unei sinucideri sau a unei mâini criminale.
La 20 iulie, procurorii Parchetului General au stabilit că patronul Hexi Pharma s-a sinucis și au dispus clasarea dosarului privind decesul acestuia.
O bună parte din presă a manifestat suspiciuni conform cărora Dan Condrea a fost de fapt ucis.
La 2 iunie 2016, DNA a început, într-adevăr, o urmărire penală pentru spălare de bani și evaziune fiscală, fiind urmărite penal atât persoanele juridice Hexi Pharma, CPS Chemical & Pharmaceutical Solutions Ltd. și Hatom Limited Ltd. (ultimele două fiind firmele cipriote suspectate de a fi offshore-uri în care se ascundea prin tranzacții fictive profitul primei), cât și unii dintre administratorii acestora.

## Scandalul infecțiilor nosocomiale
În perioada 2010 - 2015, Ministerul Sănătății a identificat 57.088 infecții nosocomiale în spitale, conform raspunsurilor Ministerului Sănătății transmise Parlamentului la interpelarile a doi deputați.
În timp ce cadrele medicale din România raportează sub 1% infecții nosocomiale, media europeană este de 7%.
Medicii care lucrează în străinătate sunt încurajați să raporteze aceste infecții, în timp ce medicii din România sunt penalizați dacă o fac.
În perioada ianuarie - martie 2016, au fost verificate sute de spitale din România, iar în urma controalelor trei spitale au fost închise și la alte trei s-a suspendat activitatea.
În mai 2016, CSAT a luat o serie de decizii referitoare la scandalul infecțiilor.